# Andreas Schachtschneider
Andreas Schachtschneider (* 22. März 1961 in Halle an der Saale) ist ein deutscher Politiker (Freie Wähler, bis 2021 CDU). Er war von 2015 bis 2016 und erneut von Januar bis Juli 2021 Abgeordneter im Landtag von Sachsen-Anhalt.

## Leben
Andreas Schachtschneider studierte von 1981 bis 1985 an der Universität Halle mit Abschluss als Diplom-Lehrer und war dann im Schuldienst tätig, zeitweilig als Schulleiter einer Grund- und Sekundarschule, zuletzt an einer Berufsschule.

## Politik
Schachtschneider war seit 2002 CDU-Mitglied und seit 2006 Ortsverbandsvorsitzender in Halle-Neustadt. Seit 2009 hat er ein Mandat im Stadtrat von Halle inne. Im Februar 2015 rückte er für den Abgeordneten Jürgen Stadelmann in den Landtag von Sachsen-Anhalt nach. Bei der Landtagswahl 2016 verlor er sein Mandat. Am 11. Januar 2021 rückte er für den ausgeschiedenen Abgeordneten Daniel Szarata wieder in den Landtag nach.
Schachtschneider zog im April 2021 seine Landtagskandidatur zurück, nachdem mögliche Verwicklungen in vorgezogene Impfungen in Halle bekannt geworden waren. Nachdem Schachtschneider aufgrund seiner vorzeitigen Corona-Impfung aus der CDU-Fraktion ausgeschlossen wurde, trat er im Mai 2021 den Freien Wählern bei.